# Болу
Болу (на турски: Bolu; на гръцки: Βιθύνιον; на латински: Bithynium) е град, административен център на вилает Болу, Турция. Населението на града през 2018 година е 205 525 души.

## Население
| година | население |
| 2008   | 120 001   |
| 2007   | 107 857   |
| 2000   | 84 565    |
| 1990   | 61 509    |

## Известни личности
Починали в Болу
- Александър Калимахи (1737 – 1821), политик
- Скарлат Калимахи (1773 – 1821), политик